# Al-Tilal SC Aden
L'Al-Tilal Sports Club (en àrab نادي التلال) és un club iemenita de futbol de la ciutat d'Aden.
El club va ser fundat el 1905 amb el nom Al-Ittihad al-Mohammadi, i és el club més antic del país. Posteriorment a 1972 se li uniren els clubs Al-Husseini, Jojoom al-Layl, Al-Mawaledah i Bambot. Ha guanyat la lliga nacional dos cops, els anys 1991 i 2005. També ha estat diversos cops campió de copa. Els seus colors són el vermell i el blanc.

## Palmarès
- Lliga iemenita de futbol:

1991, 2005
- Copa President (Iemen):

2007, 2010
- Copa Naseem (Iemen):

2000, 2003
- Copa Unitat (Iemen):

1999
- Copa Ali Muhsin al-Murisi:

2003